# Aequorea cyanea
Aequorea cyanea är en nässeldjursart som beskrevs av de Blainville 1834. Aequorea cyanea ingår i släktet Aequorea och familjen Aequoreidae. Inga underarter finns listade i Catalogue of Life.